# Vebjørn Rodal
Vebjørn Rodal (Berkåk, Noruega, 16 de septiembre de 1972) es un exatleta noruego especialista en la prueba de 800 metros, campeón olímpico en Atlanta 1996.

## Trayectoria
Rodal hizo su debut en una gran competición en los Juegos Olímpicos de Barcelona 1992, donde alcanzó las semifinales en los 800 metros.
Obtuvo su primer éxito importante en 1994 al ganar la medalla de plata en los Campeonatos de Europa de Helsinki, por detrás del italiano Andrea Benvenuti. Ese mismo año logró en Oslo la tercera mejor marca mundial del año con 1:43,50, solo superado por el keniano Benson Koech y el danés (nacido en Kenia), Wilson Kipketer.
Obtuvo la medalla de bronce en los Mundiales de Gotemburgo 1995, donde Wilson Kipketer ganó el oro y Arthémon Hatungimana, de Burundi, la plata.
Su gran momento llegó en los Juegos Olímpicos de Atlanta 1996, dada la ausencia del campeón del mundo, Wilson Kipketer, por no llegar al mínimo exigido de tres años tras un cambio de nacionalidad para poder competir en unos Juegos.
La final transcurrió a un ritmo muy rápido, y con todos los participantes muy agrupados. Rodal no se dejó ver hasta la última curva, cuando tomó el liderato y aguantó el ataque de sus rivales, para acabar ganando el oro con un nuevo récord olímpico de 1:42,58. Cuatro atletas bajaron de 1:43, algo que nunca había sucedido antes en una prueba de 800 metros. La clasificación final fue:
- 1 - Vebjörn Rodal (Noruega) 1:42,58
- 2 - Hezekiel Sepeng (Sudáfrica) 1:42,74
- 3 - Fred Onyancha (Kenia) 1:42,79
- 4 - Norberto Téllez (Cuba) 1:42,85
- 5 - Nico Motchebon (Alemania) 1:43,91
- 6 - David Singoei Kiptoo (Kenia) 1:44,19
- 7 - Johnny Gray (EE. UU.) 1:44,21
- 8 - Benyounès Lahlou (Marruecos) 1:45,52

El título olímpico fue la única victoria de Rodal en una gran competición, y ya no volvió a bajar de 1:44. Fue 5.º en los Mundiales al aire libre de Atenas en 1997 y bronce en los Europeos Indoor de Valencia en 1998. Su última gran competición internacional fueron los Juegos Olímpicos de Sídney 2000, donde finalizó 8.º y último en su semifinal.
Fue también campeón de Noruega en 800 metros (1992, 1996, 1997, 1999, 2000 y 2002) y en 1500 metros (1995 y 1997).

## Resultados
- Europeos de Helsinki 1994 - 2.º (1:46,53)
- Mundiales de Gotemburgo 1995 - 3.º (1:45,68)
- Juegos Olímpicos de Atlanta 1996 - 1.º (1:42,58)
- Mundiales de Atenas 1997 - 5.º (1:44,53)
- Europeos Indoor de 1998 - 3.º (1:47,40)

## Marca personal
- 1:42,58 - Atlanta, 31 Jul 1996